# اوسوین مورای
اوسوین مورای (oswyn murray)پژوهشگر برجسته (در زمینه مطالعات کلاسیک)و عضو کالج بالیول،دانشگاه آکسفورد می باشد(متولد ۲۶مارس۱۹۳۷)
موری، ویراستار مشترک با جان بوردمن و جاسپر گریفین در تاریخ آکسفورد از دنیای کلاسیک است. بوریس جانسون یکی از شاگردان او بود که در کالج بالیول کلاسیک می خواند.

## آثار منتخب
- Sympotica: A symposium on the symposion. Oxford: Oxford University Press, 1990. (Ed.) شابک ‎۰۱۹۸۱۵۰۰۴۰
- Early Greece. Harvard University Press, 1993 (2nd edition). شابک ‎۰۶۷۴۲۲۱۳۲X